# 風魔の小次郎 柳生暗殺帖
『風魔の小次郎 柳生暗殺帖』（ふうまのこじろう やぎゅうあんさつちょう）は、原作：車田正美、作画：由利聡による日本の漫画作品。
『週刊少年ジャンプ』（集英社）にて連載されていた『風魔の小次郎』の正式な続編。物語の設定は、『風魔の小次郎』最終章である第三部・風魔反乱篇の数年後である。原作は車田正美が引き続き担当している。『チャンピオンRED』（秋田書店）にて、2003年11月号から奇数月に隔月連載されていたが、2006年7月号第17話の掲載を最後に作者の都合により休載中。

## あらすじ
人知れず戦ってきた忍び達の激闘から数年後、白凰学院を1人の男が訪問したことから物語は始まった。

## 登場人物

### 風魔の里
小次郎（こじろう）
風魔最強の戦士。忍びの世界にその名を轟かせた伝説の忍び。かつての戦いで多くの仲間を失い、その悲しみから戦いに虚しさを覚え、かつての血気盛んな性格は影を潜めてしまう。また、4年前の戦いでの無理がたたって自身の両腕はボロボロになり、まともに戦うことができない状態になってしまっている。里で隠棲していたが、柳生蓮夜の来訪を知り再びその闘志に火が点く。本遍時に17歳の設定であったので4年後の話しとすれば本作では21歳となる。また冥界の亡者として甦った項羽、小竜、霧風に対しても「俺はお前たち程の天才肌（才能）ではなかった」と当初の自分の未熟さも認めている。
小桃（こもも）
風魔の里で暮らしている少女。前作では幼い少女であったが、今作では成長した姿が見られる。聖剣戦争のおり、華悪崇による里の襲撃で目の前で両親を殺され、心に傷を負ったために一時期声が出せなかったが、本作では回復している。
虎次郎（こじろう）
風魔の少年。かつての小次郎のような雰囲気を持つ。心の一方等を使え、高い実力を持つが、まだまだ小次郎には遠く及ばない。華悪崇による里の襲撃により両親を失っている。
竜魔（りょうま）
独眼竜の異名を持つ隻眼の男。小次郎と共に戦い、数々の修羅場を生き抜いてきた仲間。ある戦いで行方不明になり、その所在も生死もはっきりしていない。

### 柳生本陣
北条姫子（ほうじょう ひめこ）
白凰学院の総長。白凰学院の火災のおり、その裏で暗躍する者の影に気付いた蘭子の計らいで柳生本陣に身を寄せていたが、黒幕である柳生羯磨衆に連れ去られ、その身に流れる北条家の血が魔剣・柳生暗殺帖の復活に利用されてしまい命の危険にさらされている。
柳生蓮夜（やぎゅう れんや）
柳生家の若き頭領。武者修行の旅に出ていたが白凰学院の異変を知り駆けつける。影で暗躍している忍びの策略で風魔と敵対心を持ち風魔の里に向かう。暗躍していた忍び達を撃退し真実を知るが、里に向かった真の目的は柳生本家に代々伝わる家宝である聖剣・風林火山を奪還し、聖剣の継承者となり柳生の血の宿命を断ち切ることで、悲願達成のために資格者である小次郎と対立する。
柳生一族（＝表の柳生一族）最強の剣士。獣の様な殺気を放っていると言われ、その実力は並みの相手では太刀打ちできず、人間の潜在能力を引き出す方法を知る忍びでさえも圧倒してしまう程。剛刀･風林火山の資格者になるために修行を重ねてきた遣い手。巨大な大剣を操る凄まじき腕力の持ち主で、その振り下ろされる大剣の剣圧は地面をせり上がらせる程である。
柳生蘭子（やぎゅう らんこ）
前作でも登場。武道指南役である北条姫子の懐刀と言われる女性で鞭の使い手としても知られる。実は柳生本家の出身で蓮夜の実の姉。白凰学院の火事から逃げ延び、その影で暗躍する忍び達を裏で操る存在に気付き、姫子を柳生本陣に預け、ある場所に向かっている。
伊達総司（だて そうし）
前作の聖剣戦争後に生死不明だった紅蓮剣の正当所持者。柳生蘭子の依頼を受け、火の守り・伊達家唯一の生き残りとして小次郎や風魔一族に関わっていくことになる。新たなる武器を所持し目にも留まらぬ神速の居合術を操る。飛鳥武蔵同様、傭兵を生業としていることが判明する。

### 柳生羯磨（カルマ）衆
帝（インドラ）
羯磨王。
無名（ムミョウ）
仮面でその素顔を隠す謎の剣士。

### 四剣王
四天王の名を冠する者たち
多聞天の是音（ヴァイシュラのゼノン）
四剣王の筆頭剣士。知勇を合わせ持つ実力者。
広目天の吹雪（ビルバークシャのフブキ）
右目を眼帯で隠す女性。
持国天の頑摩（ドリタラーシャトラのガンマ）

### 冥界の亡者
かつて死んだ風魔一族の忍者たち。
風魔総帥（ふうまそうすい）
風魔一族の総帥。他の風魔とは別次元の強さを持つ最強の風魔。華悪崇の乱で命を落とした。式神なる技や異空間への移動を可能とする。
霧風（きりかぜ）
風魔の霧使い。忍びの世界にその名を轟かした風魔最強の五忍の1人。風魔一族の内乱で命を落とした。小次郎にもカルマ衆にも秘めた目的を果たすために、カルマ衆に協力するふりをして、冥土から舞い戻る。小次郎を相手に、『裂魂霧幻刃』で小次郎を敗北寸前まで追い込むも、自らを傷つけ、その返り血の匂いで敵の位置を見抜くという策によって敗れる。
項羽（こうう）
風魔の羽使い。小龍の双子の兄。夜叉八将軍戦で命を落とした。霧風の次に小次郎と対峙。小龍との連携攻撃に加え、能力を限界を超えたレベルまで引き出す秘儀・『風魔羅将紋』を発動し、双炎陣によって小次郎を窮地に追い詰める。しかし、その双炎陣を破った後に、羅将紋らしき力を発動した小次郎の一撃によって敗れる。軽い自らの羽のひとひらが、敵の命を奪うその重みを誰よりも感じていた。
小龍（しょうりゅう）
風魔の羽使い。項羽の弟。忍びの世界にその名を轟かした風魔最強の五忍の1人。風魔一族の内乱で命を落とした。項羽とともに小次郎と対峙。風魔羅将紋を発動、双炎陣で小次郎を窮地に追い込むも、小次郎とともに聖剣戦争から生還した伊達総司が小次郎の救援に訪れ、止めを刺すに至らず、最後は総司との早討ち勝負に敗北する。総炎陣を受けた小次郎に止めを刺そうとする項羽を白羽陣で足止めするなど、幾分かは小次郎に対する情けも残っているらしい。
劉鵬（りゅうほう）
風魔随一の豪腕を誇る巨漢。忍びの世界にその名を轟かした風魔最強の五忍の1人。風魔一族の内乱で命を落とした。小桃を守って頑摩に倒されるも、その身をもって頑摩の武器が豪腕であることを小次郎に伝えた。

### その他
耶詛摩（ヤソマ）
土蜘蛛党の生き残り。
飛鎌（ヒレン）
忍び流派の生き残り。
百炎（ビャクエン）
忍び流派の生き残り。
高田・木村・松井
柳生の門弟。蓮夜と供に風魔の里に訪れるも耶詛摩の攻撃を受け命を落とす。

## 用語
忍び
人知れず影の如く味方の軍を勝利に導くために戦う者達。かつては、九龍一族、雑賀一族、鬼面党、鞍馬一族等、103の忍びの流派が存在したが、聖剣戦争のおりに起こった華悪崇の乱により、その殆んどの流派は壊滅させられた。滅ぼされた流派の数は90以上に上るといわれている。生き残った者達は一族再興のため、各地で暗躍している。
風魔一族
最強と謳われた伝説の忍びの一族。数ある忍びの流派の中でも最強の機動力と戦闘力を誇る。かつて誠士館の陰で暗躍していた夜叉一族との全面戦争、聖剣戦争の開戦前に起こった華悪崇の乱による忍び流派への攻撃、1人の異能力者が引き起こした風魔の叛乱、そして本編の始まる4年前に起きた鬼面党事件など、度重なる戦いで数多くの同胞を失い、里には3人程の生き残りしかいない。
風魔羅将紋
通常の人間で20%、忍びでさえ100%しか引き出せていない潜在能力を限界を超えた200%まで引き出す秘儀。発動した際に血が沸騰することにより体に紋様のようなもの（羅将紋）が浮かぶ。体に多大な負担をかけるため、かりそめに蘇生させられた身でこれを使うと、後には塵すら残らない。
超能力戦士（サイキックソルジャー）
超能力（サイキック）を操る戦士の総称。その戦闘能力は余りにも高く並みの戦士では太刀打ちできず、たとえトップクラスの戦士でさえまともに戦えるかさえ解からないと言われている。
聖剣
神が大地を守護するために作り出したこの世に10本のみ存在する剣。正義の心持つ者が振るえば暗黒の世界に光明が射し、邪悪な者が振るえば世界を暗黒に包み込むと言われる強大な力を持つ。最後に行われた聖剣戦争において、1人の聖剣の戦士により全ての聖剣は破壊され、この世から完全に消滅した。
聖剣戦争
4000年の永きに亘り繰り広げられた、10本の聖剣と大地を巡るコスモ（秩序）と華悪崇（混沌）の戦い。多くの犠牲と激しき闘いの果て、聖剣の消滅と共に終止符が打たれる。
鬼面党事件
小次郎の回想で登場。本編の始まる4年前に起こったようだが詳しいことは不明。回想の中に竜魔の姿が確認できる。
柳生一族

柳生外道衆“羯磨（カルマ）”
別名「柳生羯磨（カルマ）衆」。柳生家において謀略と暗殺を司ってきた影の一族。
柳生暗殺帖
羯磨（カルマ）が北条姫子の血と魂を生贄に復活を目論む魔剣。

## 単行本
- 由利聡 『風魔の小次郎 柳生暗殺帖』 秋田書店〈チャンピオンREDコミックス〉、既刊3巻
  1. 壱巻 2004年7月29日刊行 ISBN 4-253-23131-4
  2. 弐巻 2005年7月20日刊行 ISBN 4-253-23132-2
  3. 参巻 2006年5月18日刊行 ISBN 4-253-23133-0